# Phoenicoprocta nigropeltata
Phoenicoprocta nigropeltata är en fjärilsart som beskrevs av Embrik Strand. Phoenicoprocta nigropeltata ingår i släktet Phoenicoprocta och familjen björnspinnare. Inga underarter finns listade i Catalogue of Life.